# День Рунеберга
День Ру́неберга (фин. Runebergin päivä) — общегосударственный праздник в Финляндии, отмечаемый 5 февраля, в день рождения финского поэта Йохана Рунеберга, автора слов национального гимна Финляндии «Maamme» (швед. Vårt land) и цикла стихов о русско-шведской войне 1808—1809 гг. «Рассказы прапорщика Столя».
В качестве праздничного атрибута предписано вывешивать национальный Флаг Финляндии. По причине короткого светового дня, флаг находится на флагштоке с 8 до 16 часов. В этот день в качестве угощения принято подавать пирожное Рунеберга, изготовленное по рецепту жены поэта Фредрики.
Ко Дню Рунеберга происходит присуждение одной из престижных литературных наград Финляндии — премии Рунеберга.